# Marguerite-Henriette de Labriffe
Marguerite-Henriette de Labriffe (née en 1695 et décédée à la suite de ses couches le 17 mars 1724), comtesse de Selles, était la fille cadette d'Arnaud II de Labriffe, procureur au parlement.

## Biographie
Marguerite-Henriette fut rapidement promise et accordée au nouveau président au Parlement de Provence, Cardin Lebret, lequel avait déjà été marié trois fois.
C'est donc en juillet 1712 que la future comtesse de Selles quitte Paris pour Aix-en-Provence. Là-bas, elle ne tarde pas à combler son époux en lui donnant une abondante descendance, tous mineurs lors du décès de leur mère :
- Marie Bonne Henriette (Aix-en-Provence, 18 mars 1716 - 6 septembre 1743), mariée le 16 décembre 1732 à Charles-François-Xavier Coriolis d'Espinouse (1708-1786)
- Charles-Provence (Aix-en-Provence, 29 avril 1713 - Saint-Gervais (Orléanais), 28 décembre 1718)
- Cardin Antoine (Aix-en-Provence, 9 juin 1717 - Paris, 12 août 1735)
- Cardin Paul (Aix-en-Provence, 25 juin 1718 - Paris, 10 mai 1786), brigadier et chevalier de Malte
- Cardin François-Xavier (Aix-en-Provence, 12 décembre 1719 - Paris, 26 mai 1765), avocat général au grand conseil (1741), au parlement de Paris (1746), intendant de Bretagne (de 1753 à sa mort), uni depuis le 12 décembre 1746 avec Anne-Louise-Charlotte Le Pelletier (morte en 1801). D'où descendance (Paul-Charles-Cardin et Charlotte).
- Marie-Charlotte Geneviève (Aix-en-Provence, 14 décembre 1720 - 1734)
- Marie-Geneviève Rossaline Rosalie (1721-30 septembre 1759, épouse de Jean-Baptiste Paulin d'Aguesseau (1701-1784), seigneur de Fresnes

## Iconographie
C'est pour commémorer son mariage que Cardin Lebret commande le portrait de sa femme à Hyacinthe Rigaud en 1712 contre 800 livres ; somme peu importante au vu de la composition historiée que l'artiste propose à la jeune femme puis en 1712.
L'un de ses petits-fils décrira ainsi ce chef-d'œuvre, « une des plus délicieuses compositions du grand peintre […], la tête ornée d’épis et de fleurs des champs, assise au milieu des blés, tenant de la main droite une faucille, et de la gauche, un bouquet de fleurs semblables à celles qu’elle porte dans les cheveux ». C'est qu'elle est représentée ici travestie en Cérès, déesse de la fécondité. L’artiste ne déroge pas à la tradition de représentation dont son collègue et ami, François De Troy, usera d'ailleurs volontiers : la modèle est représentée jusqu’aux genoux, dans un cadre champêtre d’où la couleur de l’été et des moissons domine : le brun. Quelques coquelicots agrémentent l’ensemble, compagnons habituels des blés. Pour la robe, toute de virtuosité, Rigaud opte également pour une teinte chaude d'ocre. 

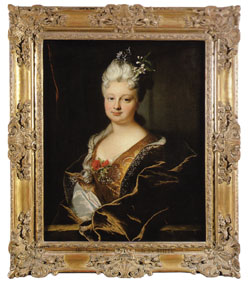
La comtesse de Selles en buste, par Hyacinthe Rigaud

L'année même du départ de la jeune femme pour la Provence, la mère du modèle, Bonne de Barillon d’Amoncourt, commande un buste à la posture différente, calquée sur des modèles à succès de l'artiste et ce, afin de garder auprès d'elle le souvenir chéri de sa fille.
Quelques années plus tard, en 1721, le succès de la composition en Cérès est attesté par un paiement de 120 livres à La Penaye pour avoir « Habillez le portrait de Mde la marquise d’Assigny d’après Md. Le Bret ». 
Lorsque le graveur Claude Drevet se lance dans la traduction de l’œuvre sur le cuivre, en 1728, l’opération donne lieu à la création d’un nouveau chef d’œuvre. Une réplique du tableau original, « de grandeur naturelle […] peinte sur toile par le même [Rigaud] », ainsi que le cuivre correspondant, faisaient d’ailleurs partie de la vente après décès de Claude Drevet en 1782. À cette occasion un poème attribué à Gacon agrémente le bas de l'estampe :

« La faucille à la main c’est ainsi que Cérès
Aussi brillante, aussi belle que Flore,
Mais plus féconde et plus utile encore,
Vient moissonner pour nous ses plus ruches guerets.
En recevant les biens qu’elle nous donne,
Défendons nous de ses attraits vainqueurs :
Jeune et riante elle moissonne
Moins d’épis encor que de Cœurs »

Plus figée sera l’interprétation du thème faite par Louis-Michel Van Loo qui travestit également Madame Segouÿ en Cérès en 1735. La filiation du plus jeune avec notre catalan est franche même si la version pourra paraître plus académique, plus froide, due aux teintes de bleu de la robe et la fixité du regard. Quant à « Mme de Céreste » décrite dans le catalogue de Le Blanc, il s’agit probablement d’une erreur de lecture du présent portrait « en Cérès ». 
En bonne cliente de Hyacinthe Rigaud, Madame Le Bret déboursera 150 livres en 1723 pour une copie du portrait de sa sœur, Marguerite de Labriffe, épouse de Louis Bossuet, conseiller au parlement de Metz, couple peint d’ailleurs conjointement par l’artiste.